# Bộ Phẫu (缶)
Bộ Phẫu, bộ thứ 121 có nghĩa là "đồ sành" là 1 trong 29 bộ có 6 nét trong số 214 bộ thủ Khang Hy.
Trong Từ điển Khang Hy có 77 chữ (trong số hơn 40.000) được tìm thấy chứa bộ này.

## Tự hình Bộ Phẫu (缶)

Giáp cốt văn
Đại triện
Tiểu triện

## Chữ thuộc Bộ Phẫu (缶)
| Số nét bổ sung | Chữ      |
| -------------- | -------- |
| 0              | 缶       |
| 2              | 缷       |
| 3              | 缸       |
| 4              | 缹 缺 缼 |
| 5              | 缻 缽    |
| 6              | 缾 缿 罀 |
| 8              | 罁 罂    |
| 10             | 罃       |
| 11             | 罄 罅 罆 |
| 12             | 罇 罈 罉 |
| 13             | 罊 罋    |
| 14             | 罌       |
| 15             | 罍       |
| 16             | 罎 罏    |
| 18             | 罐       |